# Трудівники моря
Трудівники моря — спільний радянсько-французький художній фільм, знятий на кіностудії «Грузія-фільм» у 1986 році за однойменним романом письменника  Віктора Гюго

## Сюжет
Острів Гернсі. Старий корабельник Летьєрі позбавляється свого парового судна «Дюранда», яке його компаньйон Клюбен зловмисно направив на Дуврську скелю під час шторму. Парова машина ціла, але зняти його зі скель не є можливим.
Дерюшетта, племінниця корабельника, яку старий Летьєрі любив і виховував як рідну дочку, бачачи відчай дядька, обіцяє вийти заміж за того, хто врятує дорогу машину власникові. Врятувати судно наважується Жільят, молодий рибалка, який користується поганою славою через свою відлюдність. Він полюбив Дерюшетту з першого погляду, зустрівшись з нею несподівано на вулиці містечка незадовго до аварії корабля.
На своєму рибальському човні він пливе до Дуврської кручі. Починається битва з природою, зі стихіями. Тут Жільят проявляє незламну енергію і волю, величезну витримку і наполегливість, рідкісну безстрашність. І він перемагає. Вінцем його перемоги стають поєдинок з гігантським спрутом і морською бурею.
Жільят, подолавши всі перешкоди, доставляє на човні машину в порт. І повертає Летьєрі гроші, які привласнив Клюбен, завдяки чому налагоджений бізнес можна буде легко відновити. Старий корабельник щасливий. Але сам Жільят не знаходить щастя: Дерюшетта, любов'ю до якої був натхненний герой весь час, коли здійснював свої подвиги, закохана в молодого, романтичного і чарівного приїжджого священнослужбовця.
Жільят змирився з долею. Він звільняє Дерюшетту від даної нею обіцянки. І допомагає в спішному порядку зареєструвати шлюб Ебенезеру і Дерюшетті, які відпливають.
Відпливаючий корабель з нареченими моряк Жільят проводжає поглядом з крісла Гільд-Хольм-Ур, небезпечного тим, що море заливає його поступово, заколисує, і врятуватися вже немає можливості. Саме тут Жільят врятував Ебенезера, коли той приїхав і оглядав околиці. Жільят знає про підстерігаючу його небезпеку, але проводжає поглядом корабель, який відносить його кохану. Судно зникає за горизонтом. Приплив повільно накриває Жільята. Він гине.

## У ролях
- Орельєн Рекуан — Жільят
- Жюльєн Гійомар — Месс Летьєррі
- Марі-Терез Релін — Дерюшетта
- Нодар Мгалоблішвілі — Клюбен
- Реджеп Мітровіца — Ебенезер
- Гурам Лордкіпанідзе — Тангруїль

## Знімальна група
- Режисери — Едмон Сешан, Гізо Габескірія
- Сценаристи — Жан-Клод Карр'єр, Резо Табукашвілі
- Оператори — Гі Деларті, Едуард Григорян
- Композитор — Евен де Тіссо
- Художники — Андре Жарі, Дмитро Такайшвілі